# وودفورد (کارولینای جنوبی)
وودفورد(به انگلیسی: Woodford) شهری در ایالت کارولینای جنوبی کشور ایالات متحده آمریکا است که جمعیت آن در سرشماری سال ۲۰۱۰ میلادی، ۱۸۵ نفر بوده‌است.